# Protomyctophum
A Protomyctophum a sugarasúszójú halak (Actinopterygii) osztályának Myctophiformes rendjébe, ezen belül a gyöngyöshalfélék (Myctophidae) családjába tartozó nem.

## Rendszerezés
A nembe az alábbi 15 faj tartozik:
- Protomyctophum andriashevi Becker, 1963
- Protomyctophum arcticum (Lütken, 1892)
- Protomyctophum beckeri Wisner, 1971
- Protomyctophum bolini (Fraser-Brunner, 1949)
- Protomyctophum chilense Wisner, 1971
- Protomyctophum choriodon Hulley, 1981
- Protomyctophum crockeri (Bolin, 1939)
- Protomyctophum gemmatum Hulley, 1981
- Protomyctophum luciferum Hulley, 1981
- Protomyctophum mcginnisi Prokofiev, 2005
- Protomyctophum normani (Tåning, 1932)
- Protomyctophum parallelum (Lönnberg, 1905)
- Protomyctophum subparallelum (Tåning, 1932)
- Protomyctophum tenisoni (Norman, 1930) - típusfaj
- Protomyctophum thompsoni (Chapman, 1944)